# Like Father
Like Father (no Brasil, Tal Pai, Tal Filha) é um filme de comédia americano de 2018 escrito e dirigido por Lauren Miller Rogen, em sua estréia na direção de longa-metragem. O filme é estrelado por Kristen Bell, Kelsey Grammer e Seth Rogen, e segue uma mulher que deve se relacionar com seu pai distante em um cruzeiro depois que ela é deixada no altar. O filme foi lançado em 3 de agosto de 2018, pela Netflix.

## Elenco
- Kristen Bell como Rachel Hamilton
- Kelsey Grammer como Harry Hamilton
- Seth Rogen como Jeff
- Paul W. Downs como Jim
- Zach Appelman como Steve
- Leonard Ouzts como Dan
- Blaire Brooks como Beth
- Anthony Laciura como Leonard
- Mary Looram como Shirley
- Brett Gelman como Frank Lerue
- Lauren Miller Rogen como Mulher Cansada

## Produção
Em julho de 2017, foi anunciado que Kristen Bell e Kelsey Grammer estrelariam Like Father, a estréia na direção de Lauren Miller Rogen, que também escreveu o roteiro. Em junho de 2018, um trailer do filme foi lançado, o que confirmou o elenco de Seth Rogen. Lauren Miller Rogen produz o filme com Molly Conners, Anders Bard e Amanda Bowers.
As filmagens ocorreram em Nova Yorke no Caribe em agosto de 2017.